# Aznar Sánchez (Gascogne)
Aznar Sánchez († 836) war ein Graf der Gascogne im frühen 9. Jahrhundert.
Aznar wird gelegentlich mit dem Grafen von Aragón, Aznar I. Galíndez, gleichgesetzt. Allerdings weist ihn eine um das Jahr 835 datierte Urkunde, in der er die Ortschaft Cazaux der Abtei von Pessan unterstellt, als Sohn eines Sancho aus (Comite Azenario-Sancio). Aznar wird als „Graf des diesseitigen Vasconien“ (Asenarius quoque citerioris Wasconiae) bezeichnet, der im Jahr 836 seinem unmittelbaren Oberherrn, König Pippin I. von Aquitanien, abtrünnig wurde und deshalb eines grausamen Todes starb. Sein Bruder Sancho konnte ihm jedoch auch entgegen dem Willen Pippins in der Gascogne nachfolgen.

## Weblink
- Dukes and Counts of Gascony (760)-1039 bei Foundation for Medieval Genealogy.ac (englisch)

| Personendaten    | Personendaten     |
| ---------------- | ----------------- |
| NAME             | Aznar Sánchez     |
| KURZBESCHREIBUNG | Graf der Gascogne |
| GEBURTSDATUM     | 9. Jahrhundert    |
| STERBEDATUM      | 836               |